# عمار العمار
عمار عبد الله العمار مواليد 14 أغسطس 2003 في حائل، السعودية، هو لاعب كرة قدم سعودي يلعب لنادي الطائي.

## مسيرة اللاعب
بدأ في الفئات السنية في نادي الغوطة ونادي الطائي و انظم إلى نادي التعاون في صيف 2021 وعاد إلى نادي الطائي في عام 2024.